# Anpanman
Anpanman (アンパンマン)  est un kodomo manga de Takashi Yanase, publié par l'éditeur Froebel-Kan entre 1973 et la mort de l'auteur, en 2013.
Le manga est adapté en série télévisée d'animation en 1988 sous le titre Sore ike! Anpanman (それいけ！アンパンマン, littéralement « Allez ! Anpanman »), produite par TMS Entertainment et diffusé sur NTV, et reste l'une des séries animées les plus populaires encore en cours de diffusion au Japon.
La tête d'Anpanman est un petit pain, appelé anpan (アンパン), fourré à l'anko, une pâte de haricots rouges sucrée servant de base à la confiserie traditionnelle japonaise. Le personnage originel se sacrifiait pour nourrir les gens affamés. Tous ses compagnons ont de même une tête comestible associée à leur nom.
En 2014, la franchise Anpanman est la 6e la plus lucrative au monde, devant Barbie.

## Personnages de la série télévisée
Dans chaque épisode, Anpanman vole, en patrouille au-dessus des alentours de la maison de Jam Ojisan, et vient en aide aux habitants de la ville, harcelés par Baikinman qu'il doit alors combattre. Entouré de ses meilleurs amis, le gentil finit, bien sûr, toujours par gagner. La série est récemment entrée dans le livre Guinness des records pour être la série animée ayant le plus de personnages : 1 768.

### Héros

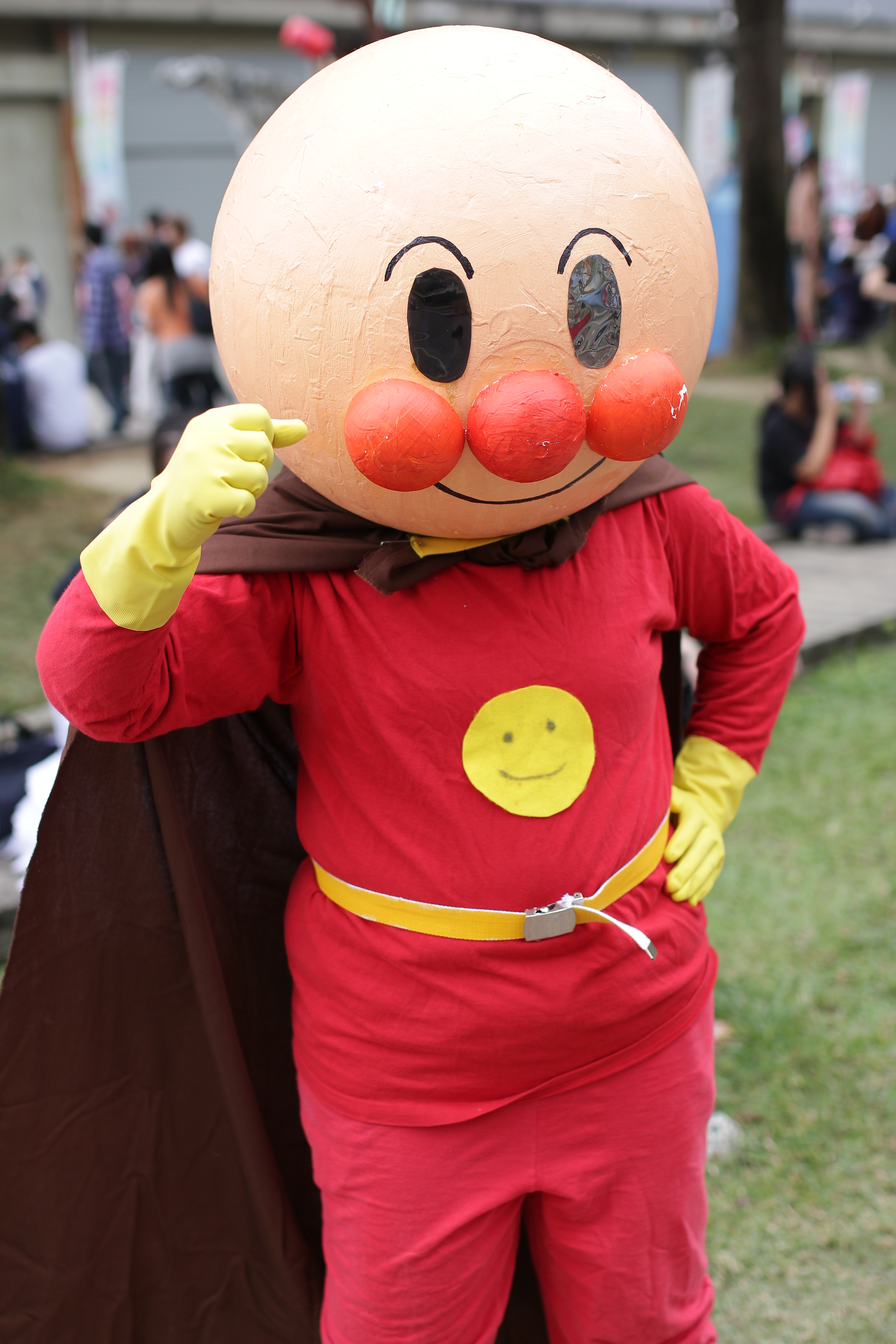
Cosplay d'Anpanman.

Anpanman (アンパンマン, Anpanman)
Voix japonaise : Keiko Toda
Personnage principal, et le gentil. À l'origine il venait au secours des êtres affamés, pour qui il sacrifiait une partie de sa tête pour les nourrir. Aujourd'hui son combat est d'abord celui contre Baikinman. Ses deux coups d'attaque sont le An-punch et le An-kick. Son point faible est l'eau dans laquelle il se décompose, et toute chose salissante. Il ne peut reprendre ses forces qu'avec une tête fraîchement cuisinée par Jam Ojisan.
Uncle Jam (ジャムおじさん, Jamu Ojisan)
Voix japonaise : Hiroshi Masuoka (1988-2019), Kōichi Yamadera (2019–présent)
Père d'Anpanman, même si son nom signifie « Oncle Jam ». C'est un excellent cuisinier.
Batako-san (バタコさん, Batako-san)
Voix japonaise : Rei Sakuma
Assistante de Jam Ojisan. Son nom signifie « Beurre Girl ». Un peu étourdie, mais très courageuse. Elle s'occupe de la confection des capes des héros qui leur permettent de voler.
Cheese (チーズ, Chīzu)
Voix japonaise : Kōichi Yamadera
Chien de Jam Ojisan. Il tient son nom à ce qu'il est constitué de fromage. Il est très reconnaissant envers Anpanman après que celui-ci lui a sauvé la vie.
Currypanman (カレーパンマン, Karēpanman)
Voix japonaise : Michiyo Yanagisawa
Ami du héros. Sa tête est un pain au curry. Son caractère est certes quelque peu piquant mais il possède un très bon fond. La garniture de sa tête, très épicée, est utilisée comme arme corrosive.
Homme de pain de mie (しょくぱんまん, Shokupanman)
Voix japonaise : Sumi Shimamoto
Ami du héros. Il est en pain de mie (en japonais : shoku pan). Lorsqu'il ne combat pas auprès d'Anpanman, il sert le repas aux enfants dans les écoles de la ville.
Melonpanna (メロンパンナ, Meronpan'na)
Voix japonaise : Mika Kanai
La petite sœur d'Anpanman. Sa tête est un pain melon, beignet très apprécié au Japon. Son coup spécial, le Melo-Melo Punch, attendrit tous les méchants.
Rollpanna (ロールパンナ, Rōrupan'na)
Voix japonaise : Miina Tominaga
Grande sœur de Melonpanna. Au départ alliée de Baikinman, elle a rejoint le camp des gentils, mais se tient toujours un peu à l'écart de peur de voir le côté obscur reprendre le dessus. Ses deux cœurs, l'un rouge (pour le mauvais côté) et l'autre bleu, témoignent de son indécision.
Creampanda (クリームパンダ, Kurīmupanda)
Voix japonaise : Miki Nagasawa
Frére de Melonpanna

### Méchants
Baikinman  (ばいきんまん, Baikinman)
Voix japonaise : Ryūsei Nakao
Méchant de l'histoire. Il est le chef des microbes, et par conséquent l'ennemi juré d'Anpanman. Son nom signifiant « Microbe Man », il est souvent cité par les mamans japonaises pour sensibiliser les enfants aux notions d'hygiène. Pour lui, tous les coups sont permis. Mais cela n'est, bien sûr, jamais suffisant. Son cri de guerre : はひふへほ ! (ha hi fu he ho!).
Moldyrunrun (かびるんるん, Kabirunrun)
Homme d'arme de baikinman son parle en guerre :かび(kabi)
Dokeen (ドキンちゃん)
Voix japonaise : Hiromi Tsuru (1988-2017), Rei Sakuma (2017 Christmas Special), Miina Tominaga (2018–présent)
Sœur de Baikinman. Son nom est l'association d'une onomatopée suffixe « -chan » " Dokiko est une petite fille. Elle amoureuse de L'homme de pain de mie
しょくぱんまんさま.
Homme d'horreur (ホラーマン, Horāman)
Voix japonaise : Kaneta Kimotsuki (1991–2016), Kazuki Yao (2017–présent)
Un squelette compagne de baikinman et Dokeen pour l'homme de pain de mie.

## Vidéographie
Il existe plusieurs catégories de films d'animation en relation avec ces personnages. Ils sont tous disponibles en format DVD, distribués par VAP vidéo.
- des longs métrages,
- la série des courts métrages destinés à la diffusion quotidienne,
- les clips illustrant les chansons,
- plusieurs séries à caractère éducatif pour l'apprentissage de l'écrit (japonais) ou de la langue anglaise.

### Films
En 1989, Tokyo Movie Shinsha commence une série de films :
- 11 mars 1989 : Go! Anpanman: The Shining Star's Tear (それいけ!アンパンマン キラキラ星の涙, Soreike! Anpanman Kirakira Boshi no Namida?)
- 14 juillet 1990 : Go! Anpanman: Baikinman's Counterattack (それいけ!アンパンマン ばいきんまんの逆襲, Soreike! Anpanman Baikinman no Gyakushū?)
- 20 juillet 1991 : Go! Anpanman: Fly! Fly! Chibigon (それいけ!アンパンマン とべ!とべ!ちびごん, Soreike! Anpanman Tobe! Tobe! Chibigon?)
- 14 mars 1992 : Go! Anpanman: The Secret of Building Block Castle (それいけ!アンパンマン つみき城のひみつ, Soreike! Anpanman Tsumiki-jō no Himitsu?)
- 17 juillet 1993 : Go! Anpanman: Nosshi the Dinosaur's Big Adventure (それいけ!アンパンマン 恐竜ノッシーの大冒険, Soreike! Anpanman Kyōryū Nosshī no Daibōken?)
- 16 juillet 1994 : Go! Anpanman: The Lyrical Magical Witch's School (それいけ!アンパンマン リリカル☆マジカルまほうの学校, Soreike! Anpanman Ririkaru Majikaru Mahō no Gakkō?)
- 29 juillet 1995 : Go! Anpanman: Let's Defeat the Haunted Ship!! (それいけ!アンパンマン ゆうれい船をやっつけろ!!, Soreike! Anpanman Yūreifune o Yattsukero!!?)
- 13 juillet 1996 : Go! Anpanman: The Flying Picture Book and the Glass Shoes (それいけ!アンパンマン 空とぶ絵本とガラスの靴, Soreike! Anpanman Soratobu Ehon to Garasu no Kutsu?)
- 28 juillet 1997 : Go! Anpanman: The Pyramid of the Rainbow (それいけ!アンパンマン 虹のピラミッド, Soreike! Anpanman Niji no Piramiddo?)
- 25 juillet 1998 : Go! Anpanman: The Palm of the Hand to the Sun (それいけ!アンパンマン てのひらを太陽に, Soreike! Anpanman Tenohira o Taiyō ni?)
- 24 juillet 1999 : Go! Anpanman: When the Flower of Courage Opens (それいけ!アンパンマン 勇気の花がひらくとき, Soreike! Anpanman Yūki no Hana ga Hiraku Toki?)
- 29 juillet 2000 : Go! Anpanman: The Tears of the Mermaid Princess (それいけ!アンパンマン 人魚姫のなみだ, Soreike! Anpanman Ningyohime no Namida?)
- 14 juillet 2001 : Go! Anpanman: Gomira's Star (それいけ!アンパンマン ゴミラの星, Soreike! Anpanman Gomira no Hoshi?)
- 13 juillet 2002 : Go! Anpanman: The Secret of Roll and Roura's Floating Castle (それいけ!アンパンマン ロールとローラうきぐも城のひみつ, Soreike! Anpanman Rōru to Rōra Ukigumo-jō no Himitsu?)
- 12 juillet 2003 : Go! Anpanman: Ruby's Wish (それいけ!アンパンマン ルビーの願い, Soreike! Anpanman Rubī no Negai?)
- 17 juillet 2004 : Go! Anpanman: Nyanii of the Country of Dream Cats (それいけ!アンパンマン 夢猫の国のニャニイ, Soreike! Anpanman Yumeneko no Kuni no Nyanii?)
- 16 juillet 2005 : Go! Anpanman: Happy's Big Adventure (それいけ!アンパンマン ハピーの大冒険, Soreike! Anpanman Hapī no Daibōken?)
- 15 juillet 2006 : Go! Anpanman: Dolly of the Star of Life (それいけ!アンパンマン いのちの星のドーリィ, Soreike! Anpanman Inochi no Hoshi no Dōri?)
- 14 juillet 2007 : Go! Anpanman: Purun of the Bubble Ball (それいけ!アンパンマン シャボン玉のプルン, Soreike! Anpanman Shabon-Ō no Purun?)
- 12 juillet 2008 : Go! Anpanman: Rinrin the Fairy's Secret (それいけ!アンパンマン 妖精リンリンのひみつ, Soreike! Anpanman Yōsei Rinrin no Himitsu?)
- 4 juillet 2009 : Go! Anpanman: Dadandan and the Twin Stars (それいけ!アンパンマン だだんだんとふたごの星, Soreike! Anpanman Dadandan to Futago no Hoshi?)
- 10 juillet 2010 : Go! Anpanman: Blacknose and the Magical Song (それいけ!アンパンマン ブラックノーズと魔法の歌, Soreike! Anpanman Burakku Nōzu to Mahō no Uta?)
- 2 juillet 2011 : Go! Anpanman: Rescue! Kokorin and the Star of Miracles (それいけ!アンパンマン すくえ!ココリンと奇跡の星, Soreike! Anpanman Sukue! Kokorin to Kiseki no Hoshi?)
- 7 juillet 2012 : Go! Anpanman: Revive Banana Island (それいけ!アンパンマン よみがえれバナナ島, Soreike! Anpanman: Yomigaere Banana Shima?)
- 6 juillet 2013 : Go! Anpanman: Fly! The Handkerchief of Hope (それいけ!アンパンマン とばせ!希望のハンカチ, Soreike! Anpanman: Tobase! Kibō no Handkerchief?)

### Courts métrages
- 14 juillet 1990 :Go! Anpanman: Omusubiman (それいけ!アンパンマン おむすびまん?)
- 20 juillet 1991 : Go! Anpanman: Dokin-chan's Doki-Doki Calendar (それいけ!アンパンマン ドキンちゃんのドキドキカレンダー?)
- 14 mars 1992 : Go! Anpanman: Anpanman and His Funny Friends (それいけ!アンパンマン アンパンマンとゆかいな仲間たち?)
- 16 juillet 1994 : Go! Anpanman: Everyone Get Together! Anpanman World (それいけ!アンパンマン みんな集まれ!アンパンマンワールド?)
- 29 juillet 1995 : Go! Anpanman: Anpanman and Your Happy Birthday (それいけ!アンパンマン アンパンマンとハッピーおたんじょう日?)
- 13 juillet 1996 : Go! Anpanman: Baikinman and the 3-"Bai" Punch (それいけ!アンパンマン ばいきんまんと3ばいパンチ?)
- 28 juillet 1997 : Go! Anpanman: We're Heroes (それいけ!アンパンマン ぼくらはヒーロー?)
- 25 juillet 1998 : Go! Anpanman: Anpanman and His Strange Friend (それいけ!アンパンマン アンパンマンとおかしな仲間?)
- 24 juillet 1999 : Go! Anpanman: Anpanman and Their Funny Friends (それいけ!アンパンマン アンパンマンとたのしい仲間たち?)
- 29 juillet 2000 : Go! Anpanman: Yakisobapanman and Blacksabodenman (それいけ!アンパンマン やきそばパンマンとブラックサボテンマン?)
- 14 juillet 2001 : Go! Anpanman: The Amazing Naganegiman and Yakisobapanman (それいけ!アンパンマン 怪傑ナガネギマンとやきそばパンマン?)
- 13 juillet 2002 : Go! Anpanman: Tuna Maki-chan and Gold Kamameshidon (それいけ!アンパンマン 鉄火のマキちゃんと金のかまめしどん?)
- 12 juillet 2003 : Go! Anpanman: The Amazing Naganegiman and Princess Doremi (それいけ!アンパンマン 怪傑ナガネギマンとドレミ姫?)
- 17 juillet 2004 : Go! Anpanman: Tsukiko and Shiratama ~Heart-racing Dancing~ (それいけ!アンパンマン つきことしらたま〜ときめきダンシング〜?)
- 16 juillet 2005 : Go! Anpanman: Princess Snow-black and Popular Baikinman (それいけ!アンパンマン くろゆき姫とモテモテばいきんまん?)
- 15 juillet 2006 : Go! Anpanman: Kokin-chan and the Blue Tears (それいけ!アンパンマン コキンちゃんとあおいなみだ?)
- 14 juillet 2007 : Go! Anpanman: Horrorman and Hora-horako (それいけ!アンパンマン ホラーマンとホラ・ホラコ?)
- 12 juillet 2008 : Go! Anpanman: Hiyahiyahiyarico and Babu-Babu-Baikinman (それいけ!アンパンマン ヒヤヒヤヒヤリコとばぶ・ばぶばいきんまん?)
- 4 juillet 2009 : Go! Anpanman: Baikinman VS Baikinman!? (それいけ!アンパンマン ばいきんまんVSバイキンマン!??)
- 10 juillet 2010 : Go! Anpanman: Run! The Exciting Anpanman Grand Prix (それいけ!アンパンマン はしれ!わくわくアンパンマングランプリ?)
- 2 juillet 2011 : Go! Anpanman: Sing and Play! Anpanman and Mori's Treasure (それいけ!アンパンマン うたっててあそび!アンパンマンともりのたから?)
- 7 juillet 2012 : Go! Anpanman: Rhythm and Play - Anpanman and the Strange Parasol (それいけ!アンパンマン リズムでてあそびアンパンマンとふしぎなパラソル?)
- 6 juillet 2013 : Go! Anpanman: Mischievous Ghost and Cuddling Together (みんなで　てあそび　アンパンマンといたずらオバケ?)

## Jeux vidéo
- 1990 : Oeka Kids: Anpanman to Oekaki Shiyō!! (NES)[8]
- 1991 : Oeka Kids: Anpanman no Hiragana Daisuki (NES)
- 1992 : Soreike! Anpanman: Minna de Hiking Game! (NES)
- 1995 : Soreike! Anpanman: Picnic de Obenkyō (Playdia)
- 1999 : Soreike! Anpanman: Fushigi na Nikoniko Album (Game Boy Color)
- 2000 : Soreike! Anpanman (PlayStation)
- 2000 : Soreike! Anpanman: 5tsu no Tō no Ōsama (Game Boy Color)
- 2001 : Soreike! Anpanman 2: Anpanman to Daibōken! (PlayStation)
- 2002 : Soreike! Anpanman 3 (PlayStation)
- 2002 : Oshaberi Oekaki Soreike! Anpanman (PlayStation)
- 2005 : Soreike! Anpanman: Baikinman no Daisakusen (Nintendo DS)
- 2006 : Anpanman to Asobo: Aiueo Kyōshitsu (Nintendo DS)
- 2008 : Anpanman to Asobo: ABC Kyōshitsu (Nintendo DS)
- 2009 : Anpanman to Touch de Waku Waku Training (Nintendo DS, Nintendo 3DS)
- 2009 : Anpanman to Asobu: Aiueo Kyōshitsu DX (Nintendo DS)
- 2010 : Anpanman Niko Niko Party (Wii)
- 2014 : Anpanman to Asobo: New Aiueo Kyōshitsu (Nintendo 3DS)

## Produits dérivés

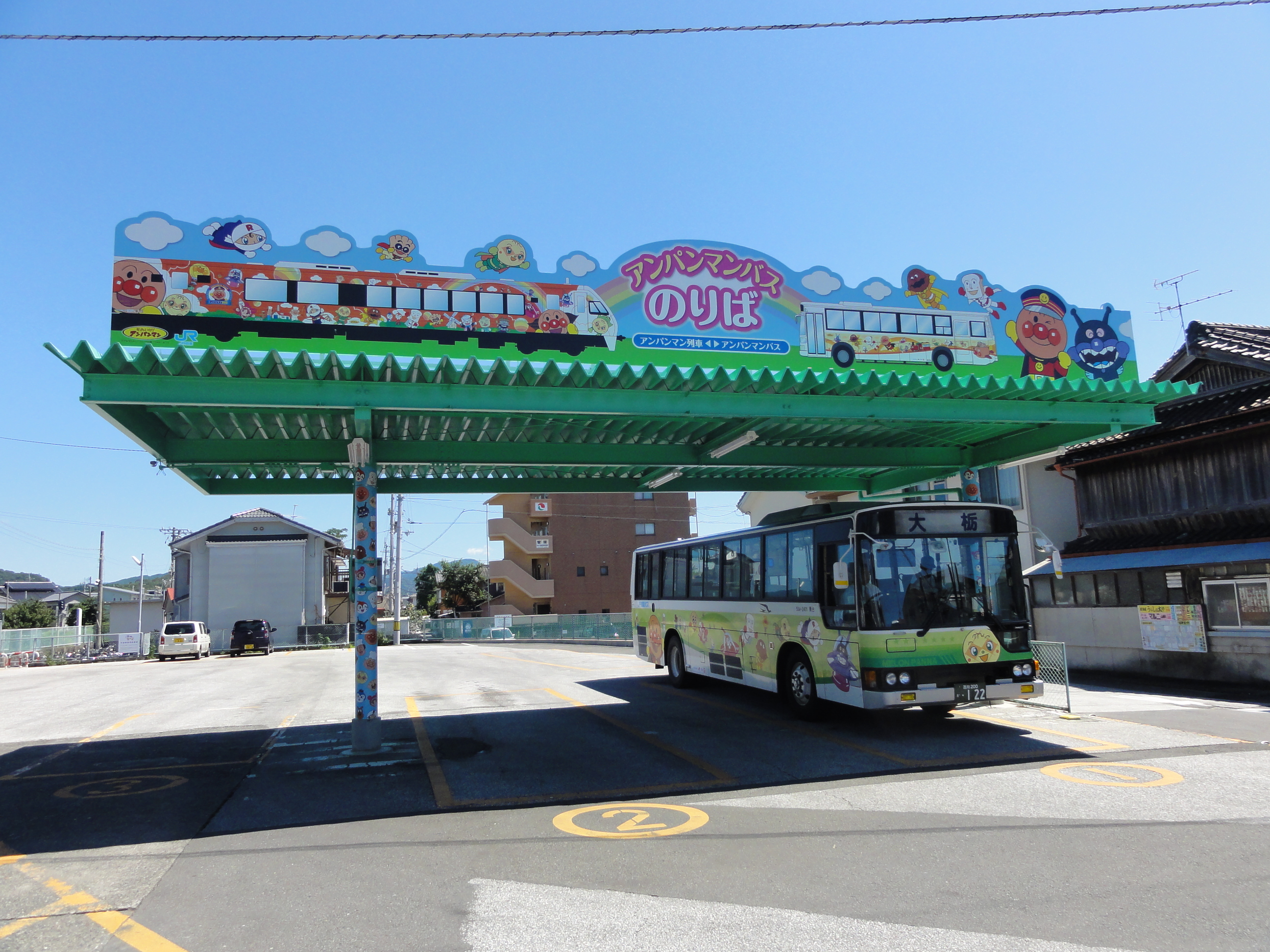
Station de bus à Kami (2011)

De tous les personnages de fiction, Anpanman est certainement celui qui, au Japon, fait l'objet de plus de produits dérivés : depuis le petit sujet en plastique ou la peluche, la babiole à 100 yens, jusqu'au train de voyageurs (ligne sur l'île de Shikoku), il n'existe pas un seul produit au Japon, qui ne soit disponible sans sa bonne bouille imprimée, gravée ou moulée en bas-relief : piano pour enfants, vélo, objets de la vie quotidienne, livres, vêtements, médicaments, etc.
Dans leur album Love Yourself: Tear, le boys band coréen BTS interprète une chanson intitulée Anpanman.

## Distinctions
En 1990, le manga reçoit le « Grand Prix » de l'Association des auteurs de bande dessinée japonais.
Un astéroïde, (46737) Anpanman, a été nommé d'après lui.
Parmi les œuvres inspirées d'Anpanman, citons la série manga et anime One-Punch Man, et la chanson K-pop "Anpanman" de BTS.